# 圣安杰洛堡
圣安杰洛堡（義大利語：Castel Sant'Angelo）是意大利列蒂省的一个市镇。总面积31.31平方公里，人口1259人，人口密度40.2人/平方公里（2009年）。ISTAT代码为057015。